# Liometopum luctuosum
Liometopum luctuosum es una especie de hormiga del género Liometopum, subfamilia Dolichoderinae. Fue descrita científicamente por Wheeler en 1905.
Se distribuye por Canadá, México y Estados Unidos. Se ha encontrado a elevaciones de hasta 2850 metros. Vive en microhábitats como la vegetación baja, madera podrida y la hojarasca.